# Guy de Nantes
Guy de Nantes (ou Wido, Uuido), né vers 750 et mort entre 814 et 818, est un aristocrate de l'époque carolingienne, membre de la famille des Widonides originaire d'Austrasie. Nommé comte de Nantes, il est à la tête de la marche de Bretagne au moins de 799 jusqu'à sa mort.

## Biographie
Fils de Lambert et de Teutberge, Guy apparait avec ses frères Garnier et Hrodolt dans un diplôme de Charlemagne rédigé vers 781-782, en faveur de l'évêque de Metz. En 796, Guy, qui est alors comte, dote le monastère de Hornbach de plusieurs terres possédées par sa famille,. Selon les Annales regni Francorum, Guy reçoit avant 799 le commandement de la marche de Bretagne et du comté de Nantes, tandis que son frère Frodoald lui est subordonné en tant que comte de Vannes, le comté de Vannes faisant aussi partie de la marche de Bretagne.
Les annales notent à propos des événements de l'année 799 que « Guy, préfet des marches de Bretagne, qui dans la même année avait parcouru toute cette province avec les comtes ses collègues vint présenter [à Charlemagne] à Aix-la-Chapelle, les armes des chefs bretons qui s'étaient rendus à lui et que sur chaque trophée était inscrit le nom du chef à qui les armes appartenaient ». Il est précisé que « la Bretagne paraissait alors entièrement soumise ».
Dans les Lettres d'Alcuin, Guy est désigné comme marquis de la marche (vers 801-804) et missus de l'empereur en 802.
En 811, le marquis Guy est sans doute[pas clair] encore à la tête l'expédition envoyée par Charlemagne « contre les Bretons afin de punir leur perfidie ».
Guy a pour fils connus Guy de Vannes et Lambert de Nantes. « Il dut mourir entre 814 et 818 (Au début du règne de Louis le Pieux, il tient encore avec son frère Uuarnarius le cloître d'Hornbach qui, en 819, est passé à son fils Lantbertus) ».
Son fils, le comte Lambert, devient marquis de Bretagne.